# Gelanoglanis travieso
Gelanoglanis travieso är en fiskart som beskrevs av Rengifo, Lujan, Taphorn och Arthur Petry 2008. Gelanoglanis travieso ingår i släktet Gelanoglanis och familjen Auchenipteridae. Inga underarter finns listade i Catalogue of Life.